# Thomas Aikenhead
Pour les articles homonymes, voir Aikenhead.
Thomas Aikenhead (28 mars 1676 – 8 janvier 1697) est un étudiant écossais exécuté pour blasphème.

## Enfance et adolescence
Thomas Aikenhead est le fils de James Aikenhead, chirurgien, et Helen Ramsey; nous savons qu'à 10 ans, il est orphelin.
A 17 ans, en 1693, il est inscrit à l'Université d'Édimbourg.
Après plusieurs lectures, il se mit à avoir des idées religieuses allant à l'encontre de l'orthodoxie de l'Église d'Écosse.

## Description de l'acte et du contexte

### Acte d'accusation
Selon l'acte d'accusation, Thomas Aikenhead, étudiant écossais d'Édimbourg, fut accusé, en diverses occasions réparties sur une durée de douze mois, d’injures envers la théologie, les Saintes Écritures ainsi que la Trinité, dont témoignèrent cinq "amis".

### Contexte
Depuis la Glorieuse Révolution, le parti presbytérien, qui avait perdu le pouvoir en Écosse depuis la Restauration anglaise, s'est engagé dans une politique de répression contre les déviants tels que le clergé de Église épiscopalienne écossaise; ils s'engagèrent dans une campagne de purge de la bibliothèque de l'université ainsi que des libraires environnants, enquêtèrent sur l'orthodoxie des maitres d'écoles du système scolaire qu'ils venaient de fonder et s'engagèrent dans des chasses aux sorcières.

## Procès et exécution

### Procès
Le parquet fut représenté par Jacques Stuart, qui demanda, au lieu d'un emprisonnement au pain et à l'eau jusqu'à ce qu'il se fût rétracté devant la paroisse, la peine de mort en invoquant une loi de 1661 punissant de mort aux injures envers la Trinité; l'accusé n'eut pas d'avocat ni de conseil.
Le 24 décembre 1696 Aikenhead fut condamné à mort pour blasphème et la cour ordonna qu'il fût pendu avant d’être brulé.

### Appel
Paraissant regretter ses opinions, Aikenhead fit appel au Conseil privé d'Écosse, qui n'accepta de lui accorder la grâce ou du moins un sursis d'exécution que si les ministres d'Édimbourg n'intercédaient en sa faveur.
Les ministres de cette églises exprimèrent alors, dans leur prêches, le désir d'une exécution prompte.

### Exécution
Au matin du 8 janvier 1697 Thomas Aikenhead fut pendu, tenant une Bible en main, et entouré de fusiliers à cause de la crainte d'un soulèvement par rapport à cette exécution.
Il aurait rédigé un discours qu'il aurait prononcé à la foule.